# Joe Bob Briggs
Joe Bob Briggs, pseudonimo di John Irving Bloom (Dallas, 27 gennaio 1953), è un attore, scrittore e critico cinematografico statunitense.

## Biografia
Bloom nacque a Dallas, ma crebbe a Little Rock, in Arkansas; qui si laureò alla Vanderbilt University in scienze motorie. Bloom iniziò a scrivere, ottenendo una candidatura al Texas National Magazine Award per il suo lavoro al Texas Monthly. Successivamente scrisse per il Dallas Times-Herald una parodia dell'allora popolare canzone We Are the World.
L'attore iniziò la sua carriera attoriale dalla televisione, lavorando su Movie Channell come sceneggiatore e compositore per la serie televisiva Joe Bob's Drive-In Theater, per nove anni.
Nel 1986 partecipò al sequel di Non aprite quella porta, Non aprite quella porta - Parte 2. Da allora ha fatto diverse apparizioni in film come Casinò diretto da Martin Scorsese (1995) e Face/Off diretto da John Woo (1997).
Bloom ha registrato il commento per il DVD statunitense di Non violentate Jennifer (1978).

## Filmografia parziale

### Cinema
- Non aprite quella porta - Parte 2 (The Texas Chainsaw Massacre 2), regia di Tobe Hooper (1986)
- Great Balls of Fire! - Vampate di fuoco (Great Balls of Fire!), regia di Jim McBride (1989)
- Casinò regia di Martin Scorsese  (1995)
- Face/Off - Due facce di un assassino (Face/Off), regia di John Woo (1997)
- The Storytellers (1999)
- Rapturious (2007)
- Wretched (2007)

### Televisione
- L'ombra dello scorpione - miniserie TV (1994)
- Sposati... con figli (Married... with Children) - serie TV (1994)